# 李彩容
李彩容（1885年11月12日—2005年5月9日）广东省佛山州南海区西樵镇西岸村人，为中国未经证实的超級人瑞，去世时119岁，可能是“世界最长寿老人”。
她一生务农，生活朴素，子孫已经有五代，总共有近200人，并曾于2003年7月28日以117岁高龄登上了八达岭长城。

## 相关报道
- 新华网 （页面存档备份，存于）
- 南方网 （页面存档备份，存于）